# 花岡圭三
花岡 圭三（はなおか けいそう、1929年10月25日 - 2023年2月14日）は、日本の自治官僚。

## 概要
1929年、広島県三原市出身、三原城そばの商家の五男として生まれる。旧制忠海中学校、旧制第六高等学校を経て東京大学法学部政治学科に入学。忠海中学校在学中に学徒動員を経験。海軍士官学校への入学を志していたが、終戦も学徒動員先で迎えることとなった。
東京大学卒業後の1953年に自治官僚となる。
沖縄返還に際し、物価や関税の急激な変動に晒される“新”沖縄県民の声に耳を傾け東奔西走した。
兵庫県、山形県、福岡県等の出向を経て、1980年に大阪府知事岸昌に請われて大阪府副知事に就任。
1983年7月に自治大学校校長となり、1984年7月に自治省財政局長に就任。財政通で1985年度予算編成の時は補助金一律カット問題において、自治省側の直接担当局長として大蔵省主計局とやりあった。
1986年7月に自治事務次官に就任。1987年9月に退官した。
退官後は地方財務協会理事長や公営企業金融公庫総裁を務めた。
その後天皇(明仁)より、勲一等瑞宝章(現在の瑞宝大綬章)を授与された。
2023年2月14日、死去。93歳没。死没日付をもって従三位に叙された。